# Мазуркевич, Тадеуш
Тадеуш Мазуркевич (пол. Tadeusz Mazurkiewicz; 30 сентября 1887, Домброва-Гурнича — 18 июля 1968, Варшава) — польский дирижёр, основатель симфонического оркестра в Лодзи.
Сын инженера, управляющего текстильной фабрикой Карла Шейблера. Окончил Варшавский музыкальный институт (1906), где среди его наставников были, в частности, Болеслав Доманевский и Мечислав Карлович. Затем совершенствовался в Лейпцигской консерватории под руководством Артура Никиша и Ханса Зитта, посещал также занятия на философском факультете Лейпцигского университета.
Завершив образование в 1910 году, вернулся в Польшу и возглавил Музыкальное общество в Петрокове, затем до 1916 г. преподавал фортепиано в Лодзинской школе музыки, в 1912—1915 гг. руководил лодзинским певческим обществом «Лютня». В декабре 1915 года основал Лодзинский филармонический оркестр в составе 60 исполнителей (как профессионалов, так и любителей) и руководил им на протяжении первого сезона. Открыл сезон благотворительным концертом в пользу неимущих музыкантов, лишившихся заработка из-за Первой мировой войны. Были исполнены произведения Людвига ван Бетховена, Рихарда Вагнера, Юхана Свенсена и Яна Сибелиуса; сборы составили более тысячи рублей. В состав оркестрантов входил юный Александр Тансман; его первое оркестровое сочинение, Серенада, было впервые исполнено под управлением Мазуркевича 21 мая 1916 года в одном из летних концертов оркестра.
В 1916—1918 и 1923—1925 гг. дирижёр Большого театра в Варшаве, где дебютировал в вагнеровской «Валькирии» — по мнению тогдашнего рецензента, «очень свежо, с темпераментом и полётом». Затем поставил, в частности, «Секрет Сусанны» Эрманно Вольфа-Феррари (1917) и «Орфея» К. В. Глюка (1918); в промежутке короткое время работал в новосозданных польских посольствах в Константинополе и Софии (секретарь, начальник консульского отдела), в 1921 г. в Софийской опере поставил «Гальку» Станислава Монюшко, которую в дальнейшем неоднократно возобновлял в разных городах и странах. Затем гастролировал в Триесте и Палермо, в 1922 г. совершенствовался как дирижёр под руководством Артуро Виньи.
В середине 1920-х гг. работал преимущественно в Вильне, дирижировал летними концертами в Бернардинском саду, в 1925 г. имел особенный успех с постановкой «Аиды» Джузеппе Верди. В 1924—1926 гг. председатель Польского союза артистов сцены. В 1926 г. с разъездной оперной труппой Тадеуша Вежбицкого выступал в Гданьске, Гдыне и Сопоте, в 1927 г. руководил гастролями солистов Варшавской оперы в Станиславове, в 1930 г. дирижировал в Варшаве, Кракове, Львове, Софии и Белграде. В 1928—1930 гг. депутат Сейма от Беспартийного блока сотрудничества с правительством.
В 1931 г. в связи с экономическим кризисом, грозившим Варшавской опере закрытием, возглавил Товарищество артистов и служащих Варшавской оперы, в 1932—1934 гг. вместе с Зыгмунтом Моссочи руководил Большим театром. Одновременно в 1933—1934 гг. музыкальный руководитель Польского радио. Во второй половине 1930-х гг. дирижировал преимущественно за рубежом, в том числе в Будапеште, Бухаресте, Вене, Загребе, Копенгагене, Осло, Стокгольме, Риме. Тем не менее, в годы Второй мировой войны оставался в Польше. 15 марта 1944 г. дирижировал оперой Джоакино Россини «Севильский цирюльник» на открытии польского театра в Кракове, затем был инспектором военных оркестров в Люблине.
В 1945—1950 гг. дирижировал различными коллективами в Варшаве, затем до 1958 г. корепетитор Варшавской оперы. Последние десять лет жизни — на пенсии. Похоронен на Воинском кладбище в Повонзках.
Награждён Крестом Независимости (1934), офицерским крестом Ордена Возрождения Польши (1938) и другими государственными наградами. «Биографический словарь польского театра» (1994) указывал, что в карьере Мазуркевича «темперамент деятеля заслонял артистические наклонности, и в обеих областях его амбиции превышали его возможности».
Жена — оперная певица Зофья Забелло.